# Bethlen Béla
Bethleni gróf dr. Bethlen Béla (Aranyosrákos, 1888. november 2. – Kolozsvár, 1979. november 6.), erdélyi magyar földbirtokos, jogász, politikus. 1913-tól a kolozsvári törvényhatósági bizottság tagja, az első világháborúban önkéntes honvéd hadnagy. A trianoni békeszerződés után is Erdélyben élt. 1924-től az erdélyi Országos Magyar Párt alelnöke, 1926-tól 1938-ig a párt elnöke, és a székelyudvarhelyi kerület képviselője a bukaresti parlamentben. 1940–44 között Szolnok-Doboka és Beszterce-Naszód vármegyék főispánja, 1944 szeptember–októberében a visszatért Észak-Erdély kormánybiztosa. 1945-ben  a kommunista uralom kezdetén politikai vádakkal elítélték, 1954-ig börtönben ült. 1959-ben rehabilitálták, haláláig Kolozsváron élt. 1989-ben „Észak-Erdély kormánybiztosa voltam” címmel Budapesten kiadták emlékiratait.

## Élete

### Származása
Bethlen Béla 1888. november 2-án született az erdélyi Torda-Aranyos vármegye Torockói járás-ához tartozó Aranyosgyéresen. Születési helyeként más forrás Aranyosrákos községet jelöli meg, amely ma Várfalva településrésze, Aranyosgyérestől 110 km-re nyugatra, ugyancsak a Torockói járásban.
Édesapja bethleni gróf Bethlen Bálint (1856–1913) politikus, nagybirtokos volt, Bethlen Pál gróf (1798–1859) és Bethlen Mária (1827–1876) fia.
A Bethlen család bethleni (betleni) ágából származott. Apjának testvérei közül említendő Bethlen Vilma (1850–1940), Kállay Béni osztrák–magyar pénzügyminiszter felesége, és Bethlen Pál (1851–1935), aki Tisza Jolán grófkisasszonyt (1960–1948), Tisza László képviselő (1829–1902) leányát, Tisza Lajos politikus (1798–1856) unokáját vette feleségül. Felmenői közé tartozott két erdélyi kancellár is, Bethlen János (1613–1678) és Bethlen Miklós (1642–1716), mindketten neves történetírók.
Édesanyja uzoni Béldi Berta (Adalberta) grófnő (1863–1946) volt., uzoni gróf Béldi György (1801–1877) és Adalberta (Berta) Josefa von Brukenthal (1826–1914) leánya, aki 1882. január 17-én ment feleségül Bethlen Bálinthoz Kolozsvárott.
Szülei házasságából hat testvér született:
- Bethlen Mária (1882–1970), Bethlen Sándor (1881–1924) felesége,
- Bethlen Gábor (1885–1914), réti Antos Ilona bárónő (1891–1941) férje,
- ifj. Bethlen Bálint (1887–1946), akinek első felesége 1913-tól losonci Bánffy Marianna (1891–1966), második felesége 1926-tól Alice Arz von und zu Vasegg (Arzio-Vasegg) grófnő (1892–1983) volt.[11]
- Bethlen Béla (1888–1979)
- Bethlen Ödön (1893–1968), Huszár Margit (1894–1938) férje
- Bethlen Berta (1896–1924), gönczruszkai gróf Kornis Károly (1894–1955) felesége

### Tanulmányai, katonai pályája
1905–08-ban a pozsonyban, 1908–09 között a Berlini Egyetem hallgatója volt, majd 1908–10 között Kolozsvári Magyar Királyi Ferenc József Tudományegyetem Állam- és Jogtudományi Karán tanult, 1910-ben itt szerzett jogi doktori oklevelet. 1908–11 között a kolozsmonostori Magyar Királyi Gazdasági Tanintézetben tanult mezőgazdászatot.
1909–10 között Kolozs vármegye közigazgatási gyakornokaként dolgozott. 1910–11 között az 1. bécsi közös huszárezrednél szolgált, mint egyéves önkéntes, ezzel hadnagyi rangot szerzett. Leszerelés után beválasztották a kolozsvári városi törvényhatósági bizottságba, itt tiszteletbeli szolgabírói minőségben dolgozott 1911–1914 között.
1914-ben, az első világháború kitörésekor önkéntes hadnagyként a marosvásárhelyi 9. honvéd huszárezredhez osztották be, a géppuskás század parancsnokaként szolgált 1918-ig. 1916. december 30-án, IV. Károly király koronázása alkalmából több fő- és köznemesi származású tiszttársával együtt aranysarkantyús lovaggá avatták. 1918-ban, az összeomlás után főhadnagyként szerelt le, és hazatért Kolozsvárra.

### Házassága, gyermekei
1919. május 5-én feleségül vette gönczruszkai Kornis Klára grófnőt (1893–1983), sógorának, Kornis Károly grófnak a nővérét. Négy leányuk született:
- Bethlen Éva (1920–2008), 1940-től Szentkirályi Gyula (1912–1988) felesége,
- Bethlen Klára (1921–2019), 1941-től Martin Ferenc (1910–1990) felesége,
- Bethlen Ilona (1924–2003), aki 1943-ban unokafivéréhez, Bethlen Dánielhez (1917–1977), ifj. Bethlen Bálint (1887–1946) és Bánffy Marianna (1891–1966) fiához ment feleségül,
- Bethlen Ágnes (1928–2022), aki 1948-ban Degenfeld-Schonburg Sándor Bélához (1922–?) ment feleségül.

- Bethlen Ilonának és Bethlen Dánielnek 5 gyermeke született a háború alatt és után. Utolsó élő grófnő ként született lányuk Bethlen Mária (1944-), majd 1945 Bethlen Zsuzsanna, Bethlen Gábor, Bethlen Sára, és Bethlen Farkas.

### Trianon után
Bethlen Béla 1920 után is Erdélyben maradt, 1913-ban megözvegyült anyjával. Legidősebb nővére, Mária is Erdélyben élt (1924-ben megözvegyülve anyjához költözött). Béla fivérei közül csak Bálint maradt Erdélyben, aki  Keresd és Kerlés birtokosa volt.
Bethlen Béla aktívan részt vett az erdélyi közéletben. 1924-ben az erdélyi Országos Magyar Párt alelnöke, majd 1926-tól a párt elnöke lett, e tisztségében megmaradt 1938-ig, a párt feloszlatásáig.
Erdélyi földbirtokain jelentős szarvasmarha- és sertéstenyészetet, továbbá elismert ménest tartott fenn. Az 1920-as évek végén a romániai földreform keretében a magyar földesurak birtokainak egy részét az állam kisajátította. Így is mintegy 1000 hold birtoka maradt (800 hold szántó, 200 hold erdő). Képzett mezőgazdászként birtokain számos korabeli agrártechnológiai újítást alkalmazott, pl. földjeinek alagcsövezését. Elsősorban gabonát, kukoricát, kendert és pillangós növényeket termesztett. Jelentős szerepet vitt az erdélyi földbirtokosok érdekvédelmi szervezeteiben és a szövetkezeti mozgalomban. 1926-tól az Erdélyi Gazdasági Egyesület alelnöke lett, 1931-36 között az egyesület elnöke volt. Több mezőgazdasági és agrárpolitikai cikke jelent meg erdélyi szaklapokban.
1920-tól a széki református egyházközség főgondnoki tisztségét is ellátta. Tagja volt az erdélyi református egyházkerület igazgatóságának. Református világi vezetőként a felekezeti iskolák a felekezeti iskolák ügyét, a magyar anyanyelvi oktatás lehetőségeit segítette.
1926-ban a bukaresti parlamenti választáson a székelyudvarhelyi kerület képviselőjévé választották, 1937-ig viselte tisztségét.

### A visszatért Erdélyben (1940–44)
A második bécsi döntés, azaz Észak-Erdély és Székelyföld visszacsatolása után  1940–44 között Szolnok-Doboka és Beszterce-Naszód vármegyék főispánjává nevezték ki. Mérsékelt gondolkodású személyiség volt, a transzszilván gondolat elkötelezettje. A politikai szélsőségeseket fékezni igyekvő, humánus gondolkodását a korabeli román források is elismerték.
Ellensége volt a német nácizmus törekvéseinek. Az ország német megszállása (1944. márc. 19.) után tiltakozásul lemondott hivataláról. Az 1944. augusztus 29-én hatalomba lépő Lakatos-kormány idején azonban ismét szolgálatra jelentkezett. Szeptember 1-jén Bonczos Miklós belügyminiszter előterjesztésére a kormány – a magyar szélsőjobboldal tiltakozásával dacolva – kinevezte Bethlen Bélát a visszatért Észak-Erdély és csatolt Részeinek kormánybiztosává. A Lakatos Géza miniszterelnök által írt megbízólevelének kelte szeptember 6.
Kormánybiztosként Bethlen segítette a visszatért országrész fejlesztését, személyesen felügyelte az új közúti és vasútvonalak (Szászlekence–Teke, Szeretfalva–Déda-vasútvonal építését,. 1944 tavaszán szervezte a menekülő ukrajnai németek és erdélyi szászok útját . Igyekezett féket vetni a német megszállók Magyarországot sújtó intézkedéseire. Konfliktusokat vállalva a Gestapo helyi csoportjával, Bethlen sikeresen megmentette a tervezett deportálástól Torda város zsidóságát. A kolozsvári visszavonulás előtt megakadályozta a város evakuálását és gyárainak leszerelését. Szabadon engedte az Észak-Erdélyben bebörtönzött politikai foglyokat. Tevékenységét a német hadvezetés és a magyar szélsőjobboldali pártok defetizmusnak és szabotázsnak minősítették. Biztonságát csak az Erdélyt védelmező Magyar 2. hadsereg jelenléte garantálta. A dél-erdélyi hadjárat kudarca nyomán a magyar csapatok (köztük a kolozsvári IX. honvéd hadtest) 1944. október 10-én Kolozsvár feladására kényszerült, Bethlen a távozó magyar csapatokkal együtt Budapestre távozott. Túlélte Budapest ostromát, majd a háború befejezése után ismét visszatért Erdélybe.

### Románia börtöneiben
1945. március 14-én, amikor Désre érkezett, a szovjet katonai hatóságok letartóztatták, Budapestre hozták, de a lefolytatott vizsgálat tisztázta személyét. Áprilisban menekült-igazolványt állítottak ki számára, amellyel hazatérhetett Bethlenbe. Májusban ismét őrizetbe vették, és Szamosújvárra vitték. A népbírósági vizsgálat ügyészei a Sztójay-kormány idején elkövetett románellenes cselekményeket kérték számon rajta. Miután kiderült, hogy Sztójay kinevezésekor Bethlen lemondott összes kormányzati funkciójáról, ejtették az ellene felhozott vádakat, és augusztus 24-én a szükséges igazoló iratokkal ellátva ismét szabadlábra helyezték. A Beszterce-Naszód megyei Bethlenben fekvő birtokait és kastélyát elvették, utóbbiban elme-szociális otthont rendeztek be. A Bethlen-család sírboltját feltörték és szétrombolták, ezért szabadulása után Bethlen Béla Kolozsvárra költözött, a Farkas utca 8. szám alá (Nemes-Bethlen-ház), feleségével, és legifjabb, kiskorú leányával, Ágnessel. A következő hónapokban utazó kereskedelmi ügynökként dolgozott Erdélyben.
1946 februárjában Kolozsváron ismét letartóztatták, ezúttal a román hatóságok. Fogsága első napjaiban kapta a hírt édesanyjának, majd Bálint öccsének elhunytáról. Népbírósági tárgyalása 1946. május 10-én kezdődött, különféle háborús és népellenes bűncselekménnyel vádolták. Május 20-án öt év letöltendő börtönbüntetésre ítélték. 1946–1952 között a nagyenyedi börtönben raboskodott. 1951 végén több magyar rabtársával együtt Nagyváradra szállították, hogy szabadulásuk után átadják őket a magyar hatóságoknak. 1952 tavaszán magyar különbizottság elé kerültek. Eléjük tárták a békeszerződésben rögzített opciós jogukat, mely szerint szabadon választhattak magyar vagy román állampolgárság között. Társainak többsége Magyarország felé optált, Bethlen azonban Erdély mellett döntött. A román hatóságok ezért (ítélet nélkül) további két évre internálták. A Bukarest közelében, Văcăreștiben még 1916-ban felépített volt német katonai táborba szállították., itt tartották fogva 1954. március 23-ig. Szabadulása után Kolozsvárra költözött feleségéhez. Farkas utcai bérelt lakásuk albérletté változott, mert az állam más főbérlőnek utalta ki, és további társbérlőket is beköltöztetett. (Bethlen legkisebb leánya, Ágnes időközben, 1948-ban férjhez ment, és Németországba távozott).

### Nyugállományban
Magyarországi nyugdíj-jogosultságát, melyre 1944 november óta jogosult lett volna, az áttelepülési opcióval elvesztette, a román állam (a békeszerződés idevágó rendelkezését megsértve) romániai nyugdíjkérelmét visszautasította. Fizikai munkásként dolgozott. 1959-ben rehabilitálták, de romániai állami nyugdíját csak 1964. január 1-jétől kezdték folyósítani.
1976-ban Kolozsváron befejezte emlékiratait, amelyet kalandos körülmények között juttatott el Magyarországra. 1979. november 6-án hunyt el Kolozsváron. November 6–9 között a bethleni református templomban az elhunyt emlékére három napra kihelyezték a Bethlen-család leszedett címerét, és ugyanennyi időn át zúgatták a harangokat.
A Házsongárdi temetőben nyugszik, nagybátyja, Bethlen János mellett (Gr. parcella 510. hely). A síremlék 2015-ben felkerült a román állami műemlékek listájára, CJ-IV-m-B-07839.176 szám alatt.
Emlékiratait csak egy évtizeddel később, 1989-ben adhatta ki a Zrínyi Kiadó, Romsics Ignác gondozásában).

## Főbb művei
- ↑ Emlékiratai:  Bethlen Béla.szerk.: Romsics Ignác: Észak-Erdély kormánybiztosa voltam. Az emlékiratokat sajtó alá rendezte és a bevezető tanulmányt írta Romsics Ignác, Sisak és cilinder. Budapest: Zrínyi Katonai Kiadó (1989). ISBN 963 327 043 x
- Bethlen Béla.szerk.: Kovács Attila Zoltán: Visszaemlékezéseim. Emlékiratainak teljes kiadása. A cenzúrázatlan és teljes változat.. Budapest: Szépmíves–Athenaeum (2019). ISBN 9789632939261

## Kapcsolódó információ
- (2020) „Gróf Bethlen Béla visszaemlékezései. Egy vita tanulságai” (pdf). Clio Műhelytanulmányok, Budapest 2020 (5), Kiadó: Clio Intézet. ISSN 2630-8967. (Hozzáférés: 2020. szeptember 1.)